# El Coll (Granera)
El Coll és una masia de Granera (Moianès) inclosa a l'Inventari del Patrimoni Arquitectònic de Catalunya. Pertany a la parròquia de Sant Martí de Granera. Està situada a 643,9 metres d'altitud, justament en un coll, molt a prop del termenal entre Granera i Monistrol de Calders. És en un contrafort sud-oriental del massís de Trullars. S'hi accedeix pel camí de Monistrol de Calders a Granera, entre aquestes dues poblacions. És al peu del camí, lleugerament enlairada a migdia del camí. És a quasi a 2 km de Granera, i a uns 4,5 de Monistrol de Calders. Pel que fa a l'etimologia, és un topònim romànic antic, ja que aquesta masia està documentada, amb aquest mateix nom, des de l'edat mitjana.

## Descripció

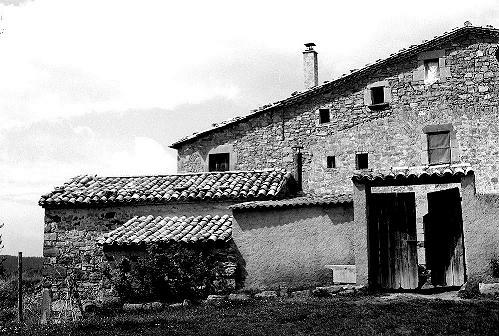
Fotografia en blanc i negre del Coll

És una masia de planta rectangular amb coberta a dos vessants i carener perpendicular a la façana amb ràfec imbricat. Consta de tres pisos i golfes. Afegit al costat esquerre hi ha una construcció que correspon a la masoveria. La casa sembla construïda en tres etapes. La primitiva, arrebossada, constaria de planta baixa i pis. El portal d'accés és dovellat amb arc rebaixat. La finestra superior porta ampit i llinda d'una peça, marcada amb una creu. A sobre la porta hi ha una petita espitllera. La finestra de la dreta és afegida posteriorment. La segona construcció, que trenca la simetria de la casa, correspon al segon pis i a les golfes. La tercera i última construcció està feta sobre les grans corts, al costat dret de la casa. L'única finestra que hi ha amb llinda d'una sola peça porta la data de 1764.
Pel costat dret de la casa i a sobre de les corts hi ha una galeria amb columnes de tipus neoclàssic. Les corts pel bestiar són fetes amb una gran volta de canó i a dins es poden veure tres espitlleres mentre que a fora es conserva només una i una petita finestra. Can coll, la masoveria i un petit oratori formen el nucli. Al costat esquerre de la casa es troben finestres de diverses mides, una d'elles amb la data de 1668.
La masoveria del Coll és una masoveria afegida directament al costat esquerre de la casa, denominada "Can coll". De planta rectangular, coberta a dues vessants i carener paral·lel a la façana, que encara conserva restes de l'arrebossat. Consta de planta baixa, pis i galeria. La porta d'entrada presenta pedres treballades als costats i arc rebaixat de totxana. El pis superior té dues finestres amb un senzill ampit. Totes dues porten les dates: 1658 / 1779. La galeria, actualment és un cos més gran que l'originaria. A l'esquerra de l'edifici sembla haver-hi un cos afegit. La finestra, sense ampit, porta una data de la que només es veu "17..". Dins la masoveria hi ha dos forns, un amb data del segle xviii amb volta enrunada i un altre del segle xix en perfecte estat de conservació. També hi ha una gran pica per a pastar i una sitja rectangular.
Sant Josep del Coll és la capella de la masia. Està situada al costat mateix del conjunt d'edificis del Coll, a ponent del poble de Granera. És l'edifici que tanca la lliça de la masia pel costat meridional, a l'esquerra de l'entrada.

## Galeria d'imatges

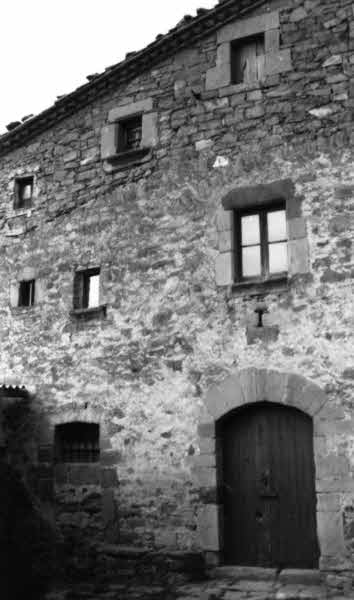
Portal d'entrada el 1990
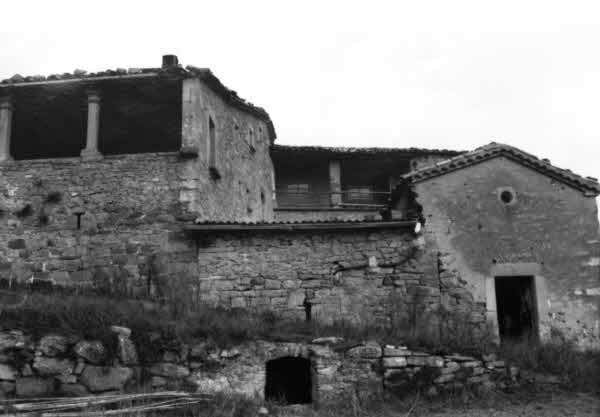
Capella de Sant Josep el 1990
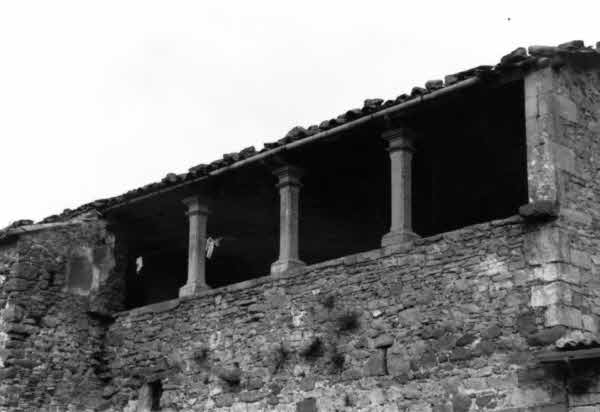
Porxada el 1990
El Coll, respecte del terme de Granera